# Allemagne-en-Provence
Allemagne-en-Provence là một xã ở tỉnh Alpes-de-Haute-Provence, vùng Provence-Alpes-Côte d’Azur ở đông nam nước Pháp.

## Dân số
| Năm  | Dân số |
| ---- | ------ |
| 1962 | 215    |
| 1968 | 219    |
| 1975 | 202    |
| 1982 | 258    |
| 1990 | 355    |
| 1999 | 379    |